# Identité du produit quintuple
En mathématiques, l'identité du produit quintuple de Watson est un produit infini introduit par Watson, en 1929, puis redécouvert par Bailey, en 1951, et par Gordon en 1961. Il est analogue au triple produit de Jacobi.

## Énoncé
{\displaystyle \prod _{n\geq 1}(1-s^{n})(1-s^{n}t)(1-s^{n-1}t^{-1})(1-s^{2n-1}t^{2})(1-s^{2n-1}t^{-2})=\sum _{n\in Z}s^{(3n^{2}+n)/2}(t^{3n}-t^{-3n-1})}